# Tammy Wynette
Tammy Wynette (Tremont, Mississippi, 5. svibnja 1942. – Nashville, Tennessee, 6. travnja 1998.), velika pjevačica country glazbe.
Rodila se kao Virginia Wynette Pugh u mjestu Tremont, država Mississippi. Otac joj je umro od tumora mozga kad je bila stara samo devet mjeseci. Majka ju je prepustila svojim roditeljima koji su je podigli. Mala Virginia odrasla je na farmi svojih djeda i bake s majčine strane, a zvali su je Nettie ili Wynette.
Radeći na obiteljskoj farmi gdje je brala pamuk, sanjarila je o boljem životu kao zvijezda country glazbe. Idoli su joj bili pjevači iz country žanra kao Hank Williams, Skeeter Davis, Patsy Cline i George Jones. Njihove ploče je neprestano svirala na svom gramofonu.
Upisala je srednju školu gdje joj je jako dobro išla košarka. Mjesec dana prije mature, udala se prvi put. Njen muž bio je građevinski radnik koji nikako nije mogao zadržati posao, pa su se selili nekoliko puta. S njim je imala tri kćeri. Suprug nije podupirao njene glazbene ambicije. Rekao joj je: "Samo sanjaj, mala!"
Njena kćer razvila je meningitis kralježnice, pa je Tammy radila mnogo poslova da zaradi dodatni novac koji joj je bio jako potreban.
Živeći na farmi, naučila je svirati klavir i gitaru. Došavši u Nashville, država Tennessee, prijestolnicu country glazbe, išla je na audicije, no svugdje su je odbijali. No, baš tamo je potpisala ugovor za diskografsku kuću Epic Records. Njezin menađer joj je predložio promjenu imena da bi privukla publiku. Kad se pojavila pred njim na tom sastanku imala je dugu plavu kosu svezanu u konjski rep. Podsjetila ga je na ulogu Debbie Reynolds u djelu "Tammy i neženja".
Ime koje joj je predložio bilo je Tammy. Na taj dan "rođena" je Tammy Wynette, kasnije poznata kao "Prva dama country glazbe".
Ona i Dolly Parton su bile prijateljice, a povezivana je i s gotovo svim važnim country umjetnicima. Imala je neugodnu epizodu s Porterom Wagoneerom.
U karijeri je postigla veoma velike uspjehe. Jednu pjesmu napisao joj je Johnny Paycheck, a u jednom razdoblju pjesme joj je pisao ili supotpisivao i Glenn Sutton, muž njene rivalke Lynn Anderson.
Najpoznatija njena pjesma, iako je imala njih 18 na broju jedan, jest ona naslovljena "Stand by Your Man" (koju je navodno napisala za samo 15 minuta). Albume je izdavala od 1967. do 1995. godine.
Udavala se pet puta i imala četiri kćerke. Jedan od njenih muževa bio je onaj isti George Jones, kojeg je u mladosti slavila kao svog idola. No, taj brak je bio nesretan, jer je George više volio piti, nego što je volio svoju suprugu. Posljednji muž ju je i tukao, pa je zbog toga i inscenirala otmicu. Njen četvrti brak trajao je samo mjesec i pol dana. One brakove koje nije poništila, okončala je razvodom. Samo ovaj posljednji, s Georgeom Richeyem, koji ju je tukao, trajao je 20 godina do njene prerane smrti.
Često je imala problema s alkoholom i lijekovima, posebice analgeticima, a u životu je imala oko 26 većih operacija. Imala je probleme s bubrezima, žuči i izraslinama u grlu.
Kako je vrijeme prolazilo, glazba se mijenjala, no ona se uspjela prilagoditi, a i popularna kultura ju je učinila besmrtnom. U anketi iz 2002. godine, jedan časopis ju je postavio na 2. mjesto u izboru za 40 najvećih country izvođača. Tome je zasigurno pridonijela i činjenica da je nagrađena Zlatnom pločom, priznanjem glazbeniku koji je prodao više od milijun primjeraka jednog albuma. Ona je to uspjela 1969. albumom "Greatest Hits of Tammy Wynette". Bila je prva žena kojoj je to uspjhelo, i prva žena u povijesti countrya. 
Bila je u svađi Hillary Clinton, kad je Hillary izjavila da ona nije kao žena iz pjesme "Stand by Your man" koju pjeva Tammy Wynette. Tammy se žestoko naljutila, te joj se na kraju Hillary ispričala.
Tammy Wynette umrla je u 55. godini života, izmučena ovisnošću i operacijama, spavajući na kauču dnevne sobe u Nashvilleu. Pokopana je na mjesnom groblju.